# 이나 (가수)
이나(Inna, 1986년 10월 16일 ~ )는 루마니아의 가수, 댄서, 자선가이다. 2008년에 "Alessandra"라는 예명과 팝록 스타일을 채택했다. 그해 말, 예명을 "이나"(Inna)로 변경하고 하우스와 팝콘 음악을 발표하기 시작했다. 데뷔 싱글인 "Hot"(2008)은 전 세계적으로 상업적인 성공을 거두었으며 특히 루마니아 및 빌보드의 핫 댄스 에어플레이(Hot Dance Airplay) 차트 1위를 차지했다. 동명의  데뷔 스튜디오 앨범은 2009년 8월에 이어 골드 및 플래티넘 인증을 받았다. 루마니아에서 가수의 두 번째 1위 싱글인 "Amazing"(2009)을 포함하여 유럽에서 여러 성공적인 싱글을 선보였다.

## 음반 목록
- Hot (2009)
- I Am the Club Rocker (2011)
- Party Never Ends (2013)
- Inna (2015)
- Nirvana (2017)